# Sllovë
Sllovë is een plaats en voormalige gemeente in de stad (bashkia) Dibër in de prefectuur Dibër in Albanië. Sinds de gemeentelijke herindeling van 2015 doet Sllovë dienst als deelgemeente en is het een bestuurseenheid zonder verdere bestuurlijke bevoegdheden. De plaats telde bij de census van 2011 2.405 inwoners.